# Трофимов, Валерий Николаевич
Валерий Николаевич Трофимов (род. 6 сентября 1959, Уфа) — глава городского округа город Уфа Республики Башкортостан, председатель совета городского округа город Уфа Республики Башкортостан, директор ООО «Энергоинжиниринг».
В соответствии со ст. 19 Устава городского округа город Уфа Республики Башкортостан является главой городского округа город Уфа Республики Башкортостан и входит в структуру органов местного самоуправления города.

## Биография
- В 1981 году окончил Уфимский авиационный институт по специальности промышленная электроника.
- С 1981 года работал инженером-конструктором Уфимского приборостроительного завода им. В.И. Ленина.
- В 1983 – 1986 гг. проходил службу в вооружённых силах.
- С 1986 по 2012 гг. работал на разных должностях на Уфимском заводе «Электроаппарат», прошёл путь от начальника лаборатории сборочного цеха до генерального директора предприятия.
- С 2008 по 2012 гг. являлся депутатом Совета городского округа город Уфа Республики Башкортостан второго созыва.
- В 2012 – 2013 гг. работал директором ООО «Гип-Энерго».
- С 2013 года работает директором ООО «Энергоинжиниринг».
- 18 сентября 2016 г. избран депутатом Совета городского округа город Уфа Республики Башкортостан четвёртого созыва.
- 27 сентября 2016 года избран главой городского округа город Уфа Республики Башкортостан, председателем Совета городского округа город Уфа Республики Башкортостан.

В настоящее время[когда?] продолжает работать директором ООО «Энергоинжиниринг». Обязанности депутата, председателя городского совета Уфы и главы городского округа исполняет на неосвобождённой основе (Уфа является единственным городом России с населением более одного миллиона человек, где все депутаты, включая председателя городского Совета и его заместителей, работают бесплатно).
Член партии «Единая Россия».
Женат, воспитал сына и дочь.

## Награды
- Почётная грамота за заслуги в области развития машиностроения, многолетний добросовестный труд и в связи с днём машиностроителя (распоряжение № 26 Государственного комитета Республики Башкортостан по промышленной политике от 12.09.2000 г.).
- Медаль «Профессионал России» (решение регистрационного Совета Республики Башкортостан по общественным наградам России, сентябрь 2005 г.).
- Почётная грамота за многолетнюю добросовестную работу, большой вклад в социально-экономическое развитие района, высокое профессиональное мастерство (постановление Президиума Совета городского округа город Уфа Республики Башкортостан от 20.09.2007 г. № 26/3-3).
- Почётное звание «Заслуженный машиностроитель Республики Башкортостан» (Указ Президента Республики Башкортостан от 04.09.2009 г. № УП-517).